# Subligny (Cher)
Subligny is een gemeente in het Franse departement Cher (regio Centre-Val de Loire) en telt 303 inwoners (1999). De plaats maakt deel uit van het arrondissement Bourges.

## Geografie
De oppervlakte van Subligny bedraagt 16,8 km², de bevolkingsdichtheid is 18,0 inwoners per km².
De onderstaande kaart toont de ligging van Subligny (Cher) met de belangrijkste infrastructuur en aangrenzende gemeenten.

## Demografie
Onderstaande figuur toont het verloop van het inwonertal (bron: INSEE-tellingen).